# Pukará de Catarpe
Der Pukará de Catarpe ist eine Inka-Festungssiedlung in der Atacamawüste, im Norden Chiles.
Der Pukará liegt zehn Kilometer nördlich vom Oasendorf San Pedro de Atacama auf einer Anhöhe am Río San Pedro im Ayllu Catarpe. Er wurde 1510 in der Spätphase des Tawantinsuyu gebaut zur effektiven Eingliederung der Region in den Inka-Staat. Im Ostteil des Pukarás gibt es reichlich Raum für öffentliche Zeremonien und Verwaltung. Dazu gehören zwei eingefriedete Plätze sowie Verwaltungsgebäude. Im Westteil gibt es Wohnanlagen mit Silos für Lebensmittel.
In der Nähe, etwa auf halbem Weg nach San Pedro, befindet sich der Pukará de Quitor.